# Red and White Roses
Red and White Roses è un cortometraggio muto del 1913 diretto da William Humphrey e Ralph Ince.

## Produzione
Il film fu prodotto dalla Vitagraph Company of America.

## Distribuzione
Distribuito dalla General Film Company, il film - un cortometraggio in due bobine - uscì nelle sale cinematografiche statunitensi il 10 marzo 1913.